# Elezioni presidenziali a Gibuti del 2016
Le elezioni presidenziali a Gibuti del 2016 si tennero l'8 aprile e videro la conferma del presidente uscente Ismail Omar Guelleh, rieletto per un quarto mandato consecutivo.

## Risultati
| Candidati               | Partiti                                                                 | Voti    | %     |
| ----------------------- | ----------------------------------------------------------------------- | ------- | ----- |
| Ismail Omar Guelleh     | Unione per la Maggioranza Presidenziale (RPP - PND - FRUD - PPSD - UPR) | 111 389 | 87,07 |
| Omar Elmi Khaireh       | Unione per la Salvezza Nazionale                                        | 9 385   | 7,34  |
| Mohamed Daoud Chehem    | Indipendente                                                            | 2 340   | 1,83  |
| Mohamed Moussa Ali      | Indipendente                                                            | 1 946   | 1,52  |
| Hassan Idriss Ahmed     | Indipendente                                                            | 1 770   | 1,38  |
| Djama Abdourahman Djama | Indipendente                                                            | 1 103   | 0,86  |
| Totale                  | Totale                                                                  | 127 933 | 100   |